# 中华人民共和国纺织工业部
中華人民共和國紡織工業部是中华人民共和国曾經存在的的一個国务院组成部门，办公地点位于北京市东城区东长安街12号。1970年4月，第一輕工業部、第二輕工業部、紡織工業部合併為輕工業部。1978年又恢復纺织工业部。1993年第八届全国人民代表大会第一次会议上被撤銷。此后成立的中国纺织工业联合会在原纺织部大楼办公多年，直至2017年2月16日才正式迁出。

## 机构设置
- 办公厅（部长办公室、秘书处、档案处、信访处、保卫处、基层思想政治工作处）
- 政策法规司（综合处、政策处、法规处）
- 综合计划司（综合处、规划处、建设处、技术改造处、统计处、设备材料处、工程技术处）
- 生产协调司（综合处、出口工作处、物资处、质量处、安全处）
- 经济调节司（综合处、价格税务处、行业财务处、直属财务处）
- 教育司（综合处、高等教育处、中等教育处、职工教育处）
  - 东华大学
  - 天津纺织工学院
  - 苏州丝绸工学院
  - 西北纺织工学院
  - 浙江丝绸工学院
  - 北京服装学院
  - 郑州纺织工学院
  - 武汉纺织工学院
  - 南通工学院
- 人事劳动司（办公室、干部管理处、科级干部处、劳动工资处）
- 行政司（总务处、财务处、房管处、基建处、接待处）
- 科技发展司（综合处、计划处、成果处、标准处、特品处）
- 化纤工业司（综合处、计划处、生产处、产品开发处）
- 技术装备司（综合处、计划规划处、科技处、技术监督处）
- 特制改革司（综合处、行业处、企业处）
- 国际合作司（办公室、经济合作处、科技合作处、国际组织处）

## 历任部长
1. 蒋光鼐（1954年9月－1967年6月）
2. 钱之光（1977年12月－1981年3月）
3. 郝建秀（1981年3月－1983年6月）
4. 吴文英（1983年6月－1993年3月）

## 历任副部长
- 钱之光（1949年10月－文革初期）
- 陈维稷（1949年10月－文革初期，1977年12月－1982年）
- 张琴秋（女，1949年10月－文革初期）
- 韩纯德（1954年6月－1955年1月）
- 王达成（1954年－文革初期，1978年12月－1980年9月）
- 曹鲁（常务副部长兼党委书记，1958年－1978年4月）
- 荣毅仁（1959年8月－文革初期）
- 李中一（1960年5月－）
- 张永清（1964年4月－文革初期）
- 李竹平（1964年4月－文革初期，1978年12月－1982年3月）
- 王雨洛（1965年－文革初期）
- 焦善民（1966年初－70年6月）
- 胡明（1977年12月－1982年3月）
- 曾群（1977年12月－1982年12月）
- 杜子端（1977年12月－1979年）
- 谢红胜（1977年12月－1981年7月）
- 郝建秀（女，1977年12月－1981年3月）
- 王瑞庭（1977年12月－1985年8月）
- 寿汉卿（1977年12月－1982年）
- 李正光（1977年12月－1982年3月）
- 李涛（1978年11月－1980年11月）
- 朱致平（1978年12月－1982年）
- 何正璋（1982年3月－1986年6月）
- 季国标（1984年12月－1993年3月）
- 杜钰洲（1985年－1993年3月）
- 王曾敬（1988年5月－1993年3月）
- 刘珩（1990年8月－1993年3月）
- 许坤元（1992年－1993年3月）